# Chaetopodella melanogaster
Chaetopodella melanogaster är en tvåvingeart som först beskrevs av Thomson 1869.  Chaetopodella melanogaster ingår i släktet Chaetopodella och familjen hoppflugor. Inga underarter finns listade i Catalogue of Life.